# Papaipema nebris
Papaipema nebris là một loài bướm đêm trong họ Noctuidae.

## Hình ảnh

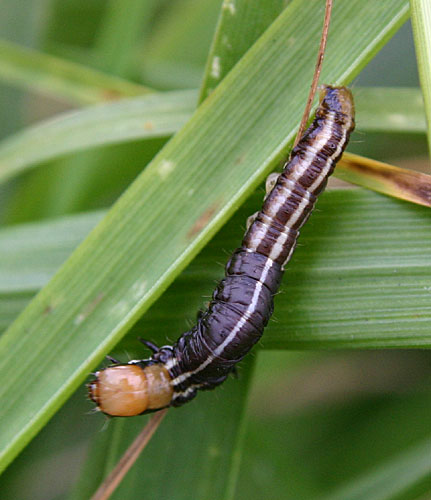